# Juazeirinho
Juazeirinho är en kommun i Brasilien.   Den ligger i delstaten Paraíba, i den östra delen av landet, 1 600 km nordost om huvudstaden Brasília. Antalet invånare är 16 776.
Omgivningarna runt Juazeirinho är huvudsakligen savann. Runt Juazeirinho är det ganska glesbefolkat, med 32 invånare per kvadratkilometer.